# 남지초등학교 반포분교
남지초등학교 반포분교는 대한민국 경상남도 창녕군 남지읍 박진로 627 (반포리)에 있었던 초등학교이다.

## 연혁
- 1941년 7월 25일 남지공립국민학교 부설 월하간이학교 인가
- 1945년 9월 1일 반포국민학교 설립인가(반포리 360번지)
- 1946년 10월 30일 반포국민학교 개교
- 1950년 3월 1일 제1회 졸업식
- 1985년 3월 1일 월상분교장 편입
- 1985년 9월 1일 병설유치원 인가
- 1993년 3월 1일 남지초등학교 반포분교장
- 1999년 3월 1일 폐교